# General Vicente Aguirre
Vicente Aguirre (Quito, Virreinato de la Nueva Granada, 1771-Quito- 16 de noviembre de 1858), fue un militar y patriota quiteño que sirvió en las filas de los ejércitos independentistas de Simón Bolívar. Fue Jefe Superior del Distrito del Sur e Intendente del Departamento de Ecuador en la Gran Colombia y, tras la separación de la República del Ecuador, ejerció como diputado y senador del Congreso, además de Ministro de Guerra y Marina del presidente Diego Noboa.

## Biografía
Vicente Aguirre y Mendoza nació en la ciudad de Quito en el año 1771, aunque se desconoce la fecha exacta. Fue hijo de José Aguirre Iriarte, administrador de tributos de Guayaquil, y su esposa María Mendoza Guerreo-Ponce de León, lo que le hacía descendiente por línea materna de los Condes de Selva Florida.
Como se acostumbraba entre los jóvenes aristócratas de la época, inició su carrera militar en el ejército español desde muy joven, sin embargo durante la Revolución de Quito de 1809 tomó bando por los independentistas.

### Matrimonio y descendencia

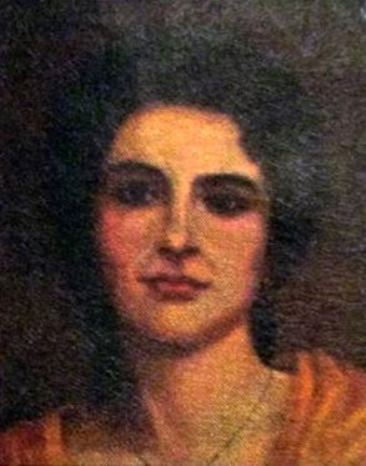
Retrato de Rosa de Montúfar.

Su nombre cobró importancia tras el matrimonio con Rosa de Montúfar y Larrea-Zurbano, única hija del Marqués de Selva Alegre, con lo que accedió no solo al elevado círculo social y político quiteño, sino también a parte de la inmensa fortuna familiar.
La ceremonia de matrimonio entre Carlos y Rosa tuvo lugar en la ciudad de Quito el 15 de enero de 1815, y fruto de este enlace nacerían dos hijos:
- Carlos Aguirre Montúfar. Casado con Virginia Klinger Serrano, con descendencia:
  - Virginia Aguirre Klinger. Casada con José María Barba Jijón, con descendencia.
- Juan Aguirre Montúfar. Casado con Leonor Klinger Serrano, con descendencia:
  - Eugenia Aguirre Klinger. Casada con Nicolás Ribadeneira Ribadeneira, con descendencia.
  - Juan Pío Aguirre Klinger.
  - Rosa Aguirre Klinger.
  - Eloy Aguirre Klinger.
  - Elina Aguirre Klinger.
  - Adolfo Aguirre Klinger.
  - Carolina Aguirre Klinger.
  - Carlos Aguirre Klinger.

## Carrera militar y política
Se ganó el favor del mariscal Antonio José de Sucre cuando este se acercaba presto para liberar definitivamente la ciudad de Quito en 1821, reuniendo caballos y abastecimientos de todo tipo para ayudarlo en la campaña que culminaría con la victoria colombiana en la Batalla de Pichincha. Por esta notable participación se le elevó al grado de coronel, y más tarde fue ascendido al de general por el mismo Simón Bolívar. Su cercanía con el mariscal Sucre fue tanta que se convirtió en su confidente, e incluso llegó a preguntarle por su opinión antes de desposar a la Marquesa de Solanda.
En noviembre de 1822 fue nombrado comandante general Interino de los Ejércitos del Distrito del Sur, en reemplazo de Sucre, frente a los que estaría al menos hasta junio de 1823. Ese año Sucre renunció a la Jefatura Superior del Distrito del Sur y la Intendencia del departamento de Ecuador para partir a la Campaña de liberación del Perú, y Aguirre fue nombrado interinamente para estos cargos, mientras que el general Bartolomé Salom ocuparía el lugar que él venía desempeñando frente al Ejército.
En 1826 fue candidato a la vicepresidencia de la Gran Colombia por el Distrito del Sur, pero no resultó elegido. Tras la separación de Ecuador de la Gran Colombia, Aguirre fue parte del Congreso en varias ocasiones, tanto como senador como diputado. Entre 1850 y 1851 fue también Ministro de Guerra y Marina durante la administración del presidente Diego Noboa. Washington de Mendeville, el primer embajador francés en Ecuador, señala que Aguirre se habría apropiado de parte de las 200.000 piastras que había cobrado como contribución forzada.
En 1835 fue parte de la Revolución de los Chihuahuas que defendía la jefatura suprema de José Félix Valdivieso en Quito, frente a la de Vicente Rocafuerte en Guayaquil. Participó como General del ejército dirigido por Isidoro Barriga, pero las tropas fueron vencidas por las de Juan José Flores en la Batalla de Miñarica.
El general Carlos Aguirre Mendoza fallecería en la ciudad de Quito el 16 de noviembre de 1858, a la edad de 87 años. Sus restos fueron sepultados en el mausoleo familiar de los Montúfar en la recoleta de El Tejar, donde descansaba su familia política.